# Rode boekje voor scholieren
Het rode boekje voor scholieren was een westerse variant op het Rode Boekje met citaten van Mao Zedong. Het werd geschreven (eerste druk september 1970, (ISBN 90 229 5062 X) door drie kritische Nederlandse leraren, Claartje Hülsenbeck, Jan Louman en Anton Oskamp. Het kwam tot stand in navolging van "Den lille røde bog for skoleelever" (1969 Kopenhagen), die het schoolleven van binnenuit wilden veranderen door leerlingen autonomie in denken en handelen bij te brengen. Ze keerden zich tegen 'zo hoort het', 'zo zijn de regels' en het negeren van in hun ogen belangrijke maatschappelijke onderwerpen. Talloze scholieren hadden het boekje in hun schooltas of pukkel.
Het rode boekje voor scholieren kwam mede voort uit verzet tegen de heersende normen op allerlei gebied, geheel in lijn met de tijdgeest. In 1968 was een omslag in de jeugdcultuur begonnen met grote studentendemonstraties in Parijs; de hang naar bevrijding van de heersende normen en gezagsstructuren vond al gauw op allerlei manieren een uitweg: in de muziek, de seksualiteit, druggebruik, literatuur en andere kunstvormen. In Nederland werd in mei 1969 het Maagdenhuis door studenten bezet, en kwamen nieuwe politiek bewegingen op als de Kabouterpartij van Roel van Duijn. Teach-ins, sit-ins, protestdemonstraties en relletjes waren bijna dagelijks nieuws. Het Boekje sloot bij deze omslag aan en stimuleerde jongeren zich een nieuwe moraal eigen te maken; masturbatie, vrije seks en homoseksualiteit werden bijvoorbeeld uit het 'verdomhoekje' gehaald. Maar ook over softdruggebruik (hoe rol je een joint?), de relatie met leraren en ouders, spijbelen, spieken en zitten-blijven werd leerlingen een nieuwe manier van denken bijgebracht. Na de verschijning in Nederland in september 1970 steeg het boekje meteen naar de hoogste plaats van de bestsellerlijst. In maart 1971 werd een totale oplage bereikt van 140.000 exemplaren.

## Reacties in Nederland
Het rode boekje voor scholieren bracht in Nederland heel wat beroering teweeg. Volgens H.C. Michielsen, voorzitter van de katholieke lerarenvereniging Sint-Bonaventura, was het ‘ronduit weerzinwekkend’ dat de samenstellers van het boekje scholieren 'tot sabotage en provocatie opzetten tegen hun eigen collega's'. in de Tweede Kamer stelde Boer Koekoek, lijsttrekker van de Boerenpartij, kritische Kamervragen.
Er kwamen ook tegenreacties in de vorm van het Groene Boekje voor scholieren (niet te verwarren met het Groene Boekje van het Genootschap voor Nederlandse Taal- en Letterkunde). Dit boekje was geschreven door een groep van 'nuchtere' leraren, die genoemde zaken in een minder revolutionair perspectief plaatsten.
Ook kwam al gauw het Rood-wit-blauwe boekje uit, geschreven door een leraar die zich daarmee verzette tegen de inhoud van het Rode Boekje en een alternatief wilde bieden.
In dezelfde tijdgeest werd ook Het oranje boekje voor gebruikers uitgegeven, waarin doorgegaan werd op het rode boekje, qua softdrugsgebruik.

## Gerechtelijke stappen in België
In België werd de volledige (niet-verkochte) oplage in 1970 in beslag genomen door de gerechtelijke instanties omdat het als "zedenschendend en subversief" werd beschouwd. De toenmalige minister van justitie, Alfons Vranckx, werd in de senaat geïnterpelleerd over deze zaak; volgens hem was deze inbeslagname echter in overeenstemming met de wet en grondwet.

## Het Knalgele Boekje
In 2005 gaf Wolters Noordhoff, als knipoog naar het rode boekje voor scholieren, het 'Knalgele Boekje voor Scholieren' uit, geschreven door Stefan Nieuwenhuis en Lonneke Kok. In 2007 verscheen er een tweede editie van. Het is een wat en hoe door het leven van de (soms opstandige, soms onzekere) puber en behandelt onderwerpen als ouders, huiswerk, seksualiteit en vriendschappen.